# Двойной проводник
Двойно́й проводни́к в туризме — временный крепёжный узел на середине верёвки, завязанный петлёй, образующий пару регулируемых петель. Двойной проводник не описан в «Книге узлов Эшли». В морском деле не применяют.

## Способ завязывания

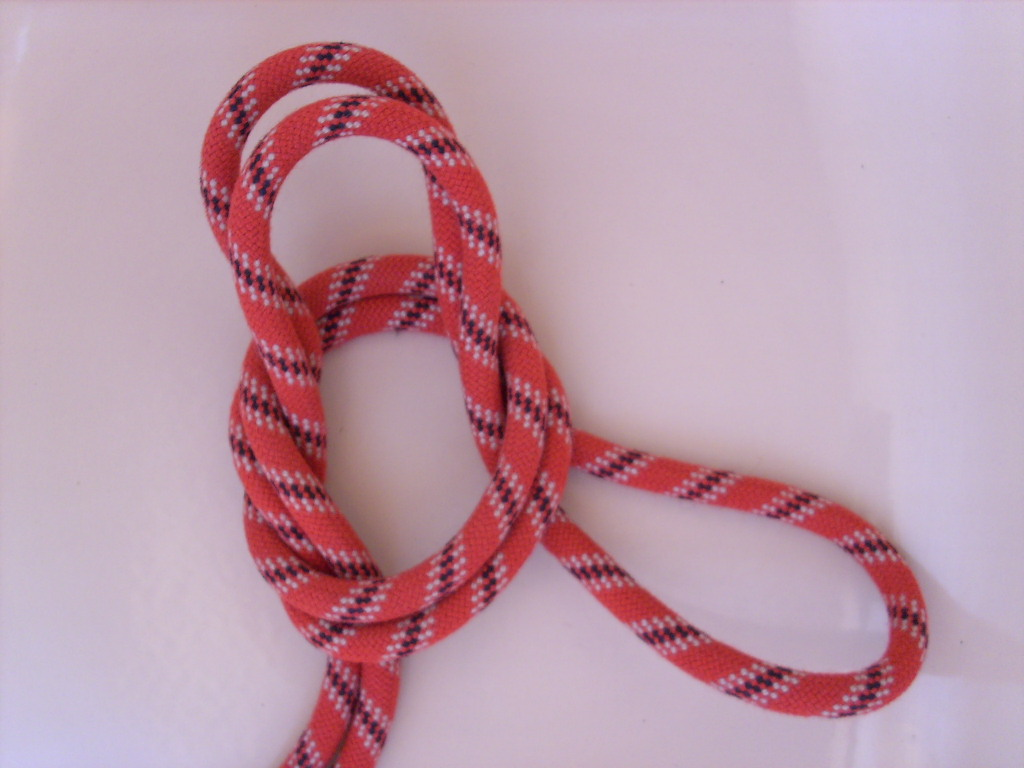
1. Сделать закрытую петлю; завязать простой узел, но на заключительном этапе вставить в узел сдвоенную петлю и затянуть.
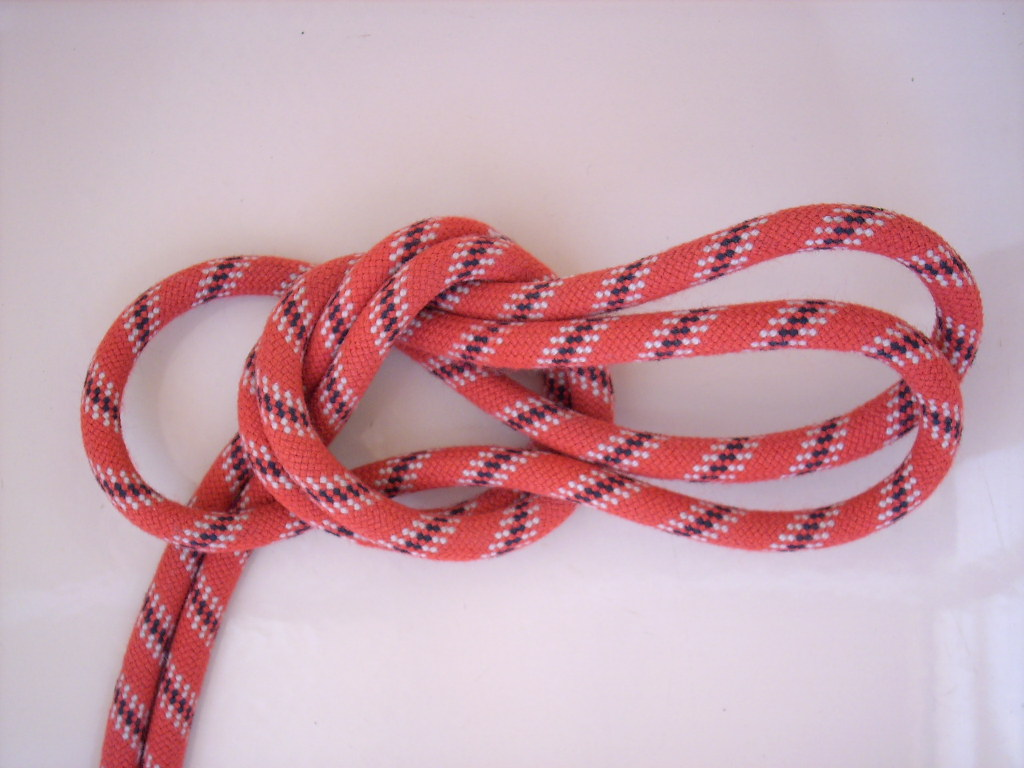
2. Перекинуть петлю на другую сторону узла.
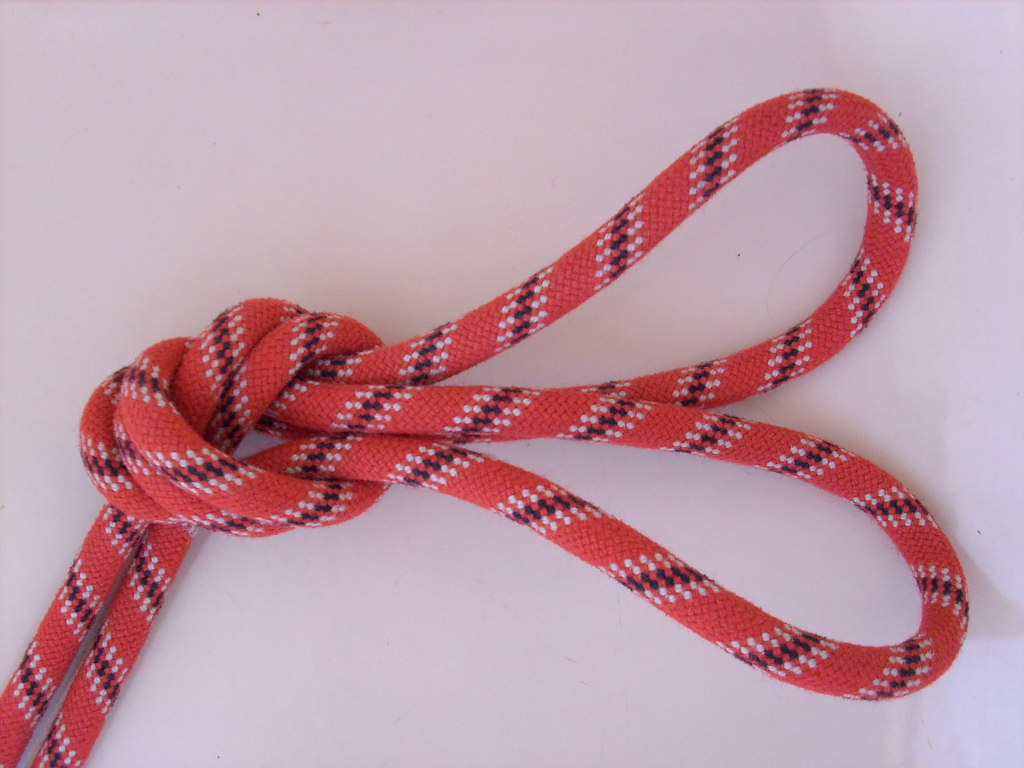
3. Затянуть, одновременно потянув за коренные концы верёвки и петли.

Существуют два способа завязывания:
- Из узла проводника
- Из коровьего узла

Способ развязывания
Потянуть вершину петли до полного развязывания.

## Признаки
Плюсы
- Просто завязывать
- Узел — надёжен[8]
- Узел — прочен[9][10]
- Не «ползёт»[11]
- Возможно крепить петли на разные крюки, отрегулировав размер для уравнивания натяжения[12]
- Нет необходимости в контрольном узле (если завязан на середине верёвки)

Минусы
- Большой расход верёвки
- Сильно затягивается[13]
- Трудно развязывать после нагрузки
- Несколько способов завязывания

## Применение
В спортивном туризме
- В спортивном туризме применяют для навески одновременно за две независимые опоры (чаще всего — шлямбурных крюка). Узел допускает регулирование размеров петель при условно равномерной нагрузке на обе петли

В скалолазании
- В скалолазании применяют для организации навески одновременно за две независимые опоры
- Для транспортировки пострадавшего при спасательных работах
- Как обвязочный узел